# Dischidia griffithii
Dischidia griffithii är en oleanderväxtart som beskrevs av Joseph Dalton Hooker. Dischidia griffithii ingår i släktet Dischidia och familjen oleanderväxter. Inga underarter finns listade i Catalogue of Life.